# Poros (wyspa)
Poros (gr. Πόρος) – grecka wyspa w archipelagu Wysp Sarońskich, położona 48 km od portu w Pireusie.   

## Wiadomości ogólne
Leży w administracji zdecentralizowanej Attyka, w regionie Attyka, w jednostce regionalnej Wyspy, w gminie Poros.
Od Peloponezu oddziela ją 200-metrowej szerokości kanał. Jej powierzchnia wynosi 31 km². Żyje tam ponad 4 tys. mieszkańców, w większości zamieszkałych w stołecznym mieście wyspy o tej samej nazwie.
Poros jest wyspą o bogatej i bujnej roślinności. Jej północne i zachodnie krańce są pokryte głównie krzewami oraz niskim zadrzewieniem. W centrum znajduje się las z drzewami iglastymi, głównie starymi sosnami. Wyspa posiada dobrą sieć dróg i infrastrukturę turystyczną, co sprawia, że jest popularnym miejscem wypoczynkowym. Brak lotniska powoduje, że dostęp zapewniają jedynie promy oraz wodoloty, kursujące regularnie z Aten.

## Geografia
Przeważa krajobraz górzysty i pokryty licznymi wzgórzami. Najwyższym punktem jest Vigla o wysokości 358 m n.p.m. Topograficznie wyspa jest podzielona na dwie części: południową, z licznymi potokami i dolinami, oraz północną, pokrytą łańcuchem górskim. Piaszczyste plaże znajdują się w południowej części wyspy, z wyjątkiem plaż wokół zatoki Vayioni.

## Historia

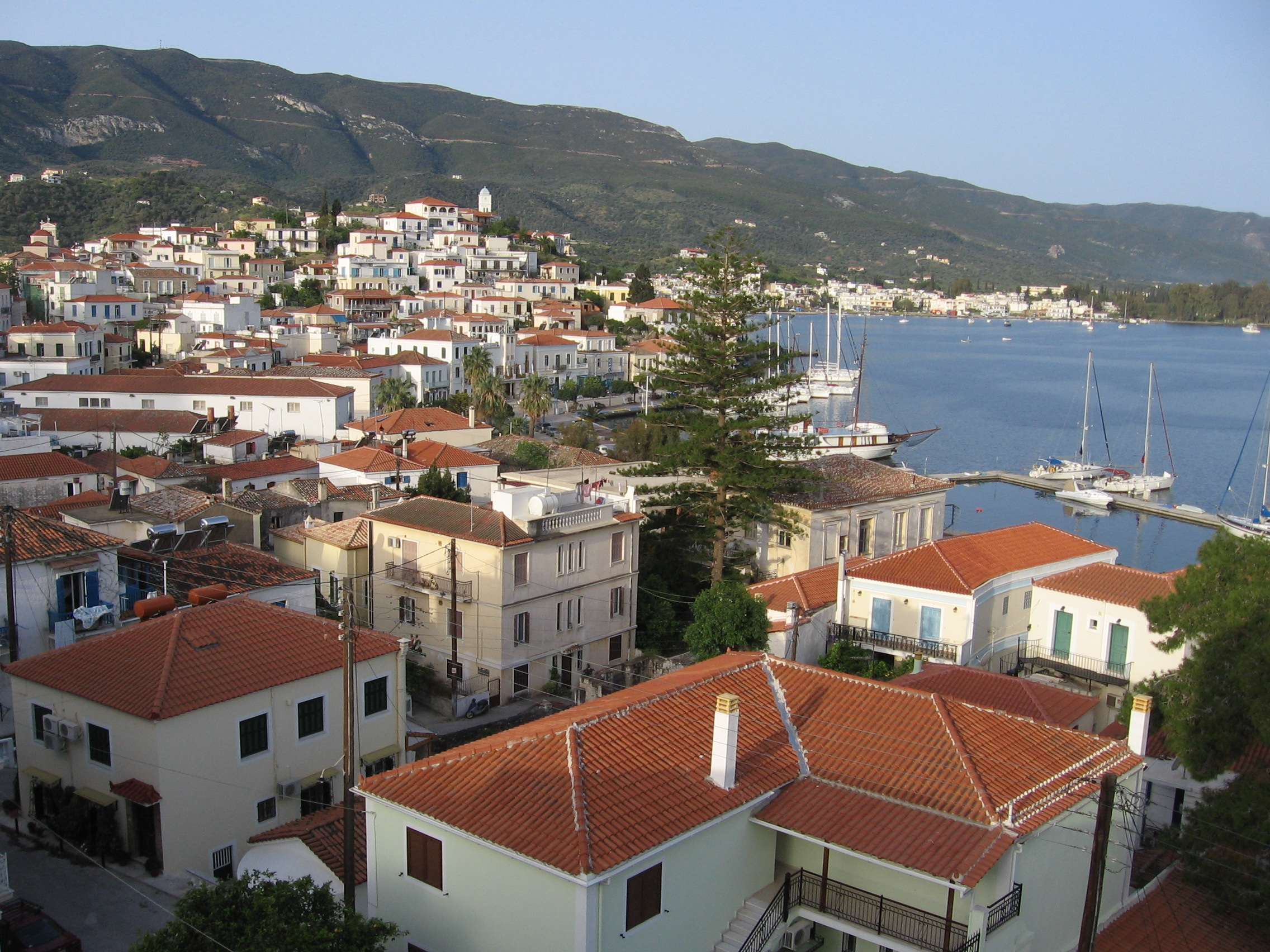
Zabudowa miejscowości Poros

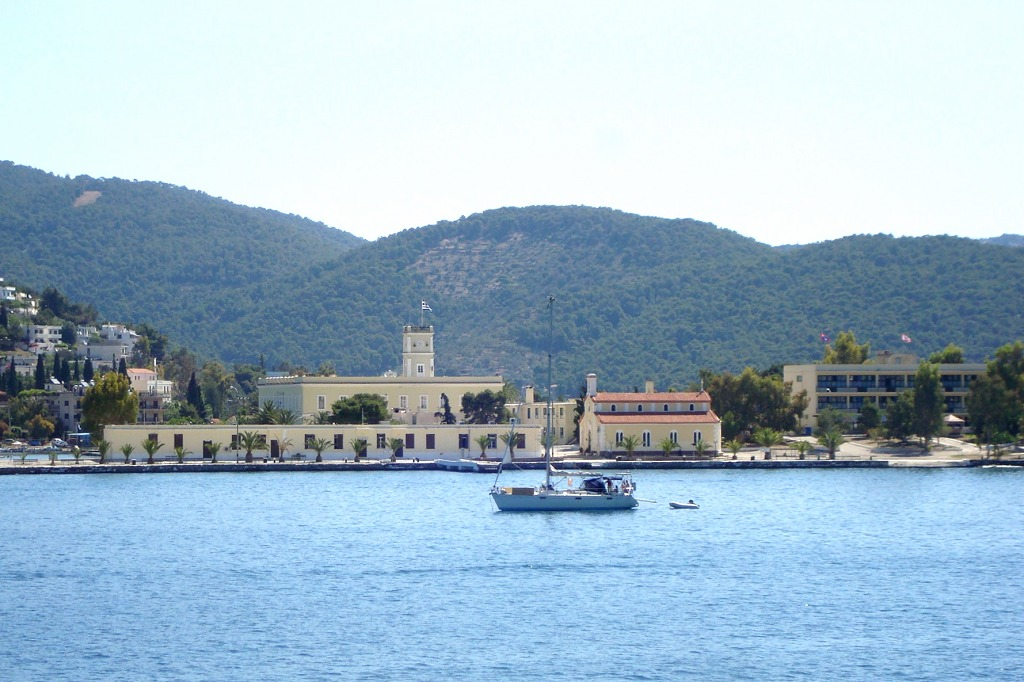
Budynki centrum marynarki wojennej

Współczesne badania pozwoliły stwierdzić, że osadnictwo na Poros rozpoczęło się już w epoce brązu. Groby odkryte na wyspie należały do kultury mykeńskiej i są datowane na 1000 lat p.n.e.
W czasach bizantyjskich Poros z okolicznymi wyspami były celem częstych ataków pirackich. Podobnie jak cała Grecja, wyspa była później okupowana przez osmańskich Turków. Po wybuchu wojny o niepodległość miejscowa ludność brała w niej czynny udział, pomagając okolicznym wyspom. W 1830 powstała tam pierwsza grecka baza marynarki wojennej, która funkcjonowała przez pół wieku, zanim przeniesiono ją na Salaminę. Miejsce to w dalszym ciągu służy jako centrum szkoleniowe dla personelu marynarki. 
Poros była jednym z miejsc dotkniętym przez pożary, które wybuchły latem 2007 roku na Bałkanach. 26 czerwca, wskutek dotarcia ognia do skupisk ludzkich, spaleniu uległy 3 domy oraz 2 hotele. Pożary były spowodowane niezwykłymi upałami dochodzącymi do 45 C°. W walce z żywiołem wzięły również udział samoloty gaśnicze, które pomogły opanować płomienie. Masowe użycie klimatyzatorów spowodowało przeciążenie sieci energetycznej i krótkie przerwy w dostawie prądu.

## Zabytki

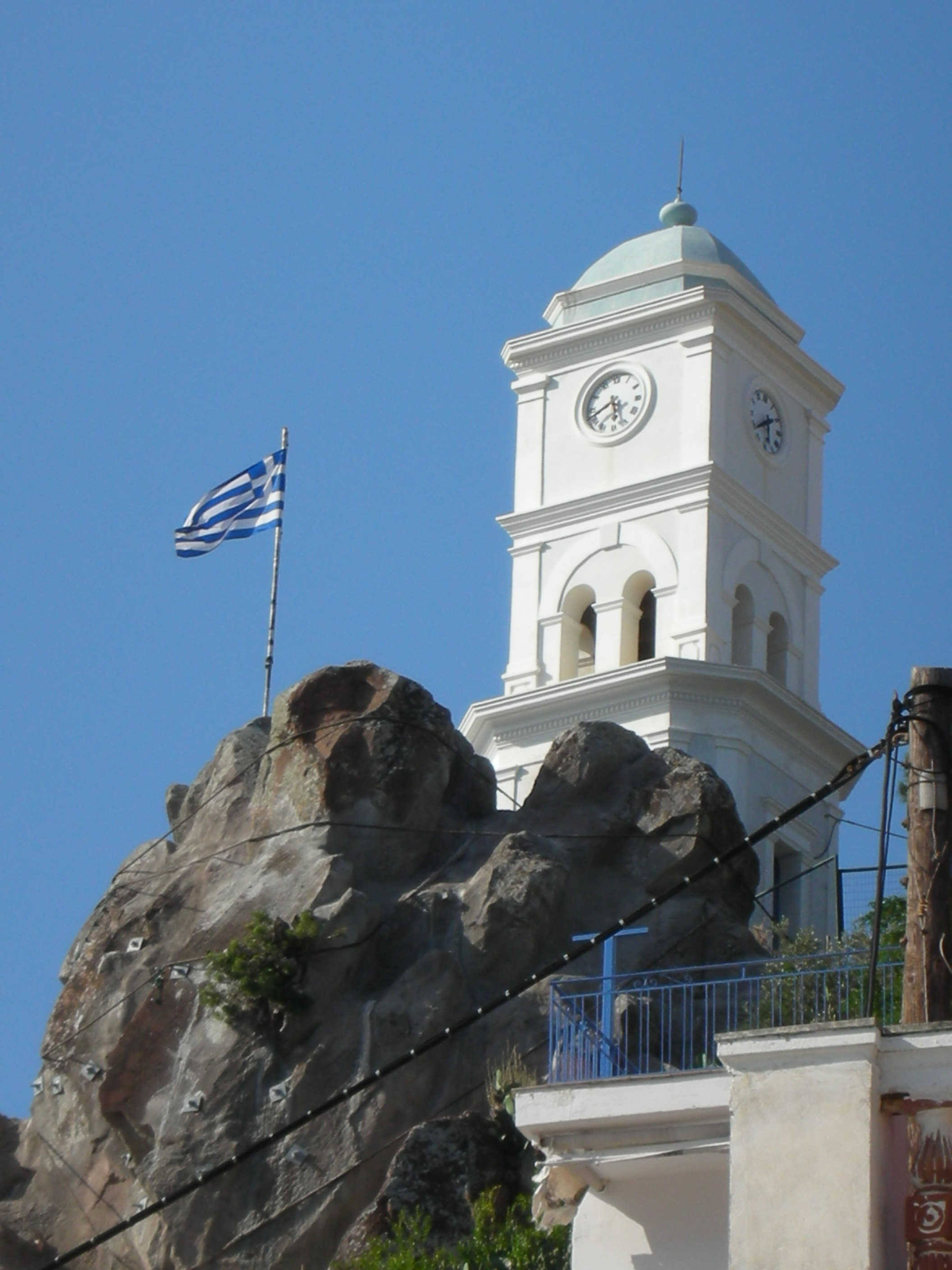
Wieża zegarowa miasteczka

- neoklasyczne budownictwo na Poros wraz z wieżą zegarową z 1927 roku;
- muzeum archeologiczne, powstałe w miejscu antycznego sanktuarium Posejdona;
- świątynia poświęcona Posejdonowi, zbudowana w 520 roku p.n.e.;
- budynek Akademii Marynarki Wojennej założonej w trakcie wojny o niepodległość Grecji w 1827 roku.

## Zmiana populacji wyspy
| Rok  | Populacja wyspy | Zmiana       | Populacja gminy | Zmiana       | Gęstość zaludnienia |
| ---- | --------------- | ------------ | --------------- | ------------ | ------------------- |
| 1981 | 3929            | –            | –               | –            | –                   |
| 1991 | 3273            | -656/-16,70% | 3570            | –            | 72,0/km²            |
| 2001 | 4102            | +829/+25,33% | 4348            | +778/+21,79% | 87,7/km²            |